# Gestore di rifugio
Il gestore di rifugio o rifugista è il lavoratore che gestisce il rifugio, nonché il custode del rifugio stesso.

## Descrizione

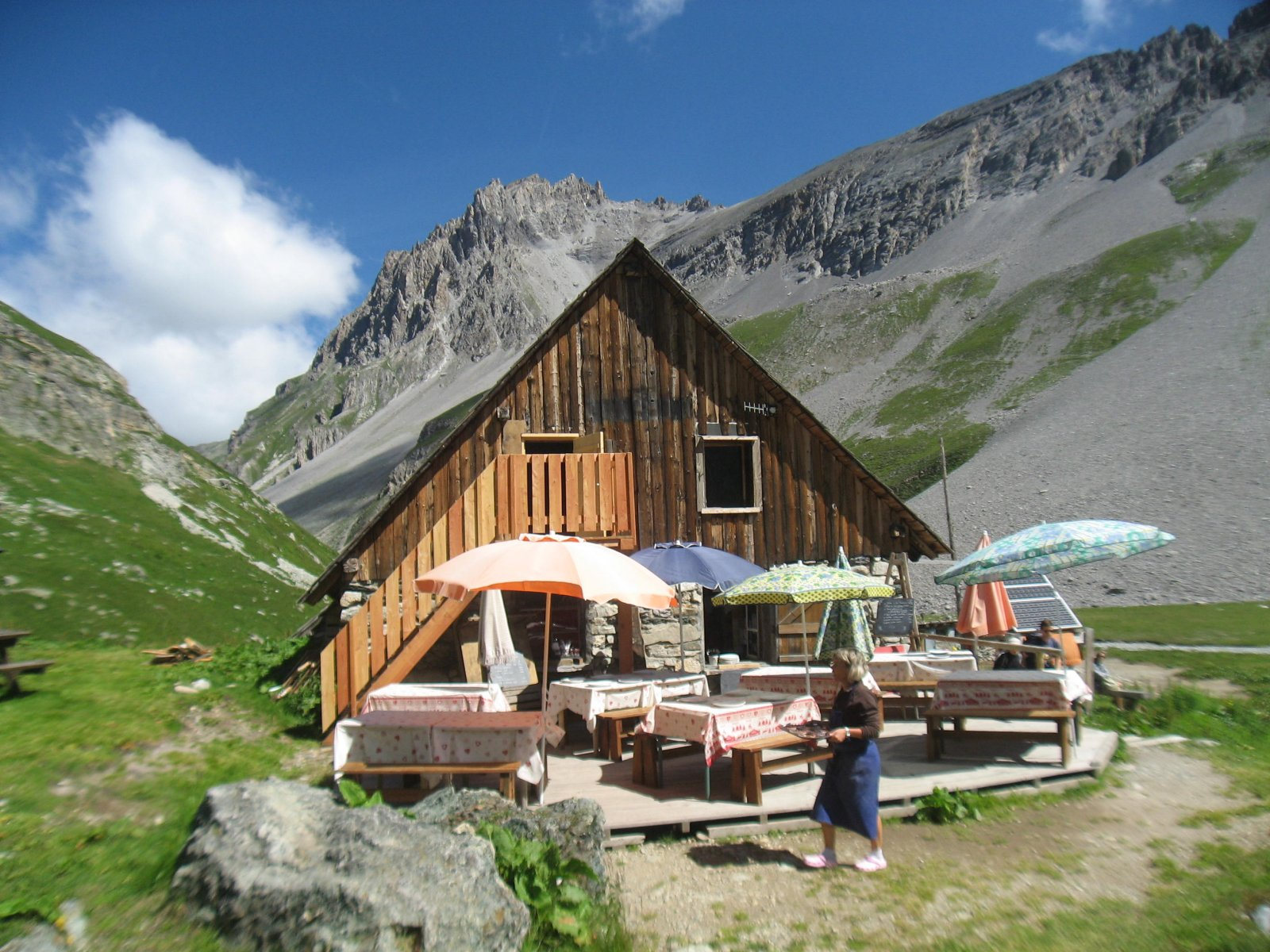
Il Refuge du Saut sul massiccio della Vanoise, nelle Alpi Graie francesi

A seconda della struttura della quale è responsabile, vive e lavora in rifugio da un minimo di 90 giorni durante la stagione estiva, fino tutto l'anno nei rifugi sempre aperti.
Solitamente viene affiancato da collaboratori per offrire il miglior servizio ai turisti, ospiti, che siano alpinisti ed escursionisti o semplici frequentatori di montagna. Nei rifugi vengono offerti principalmente servizi di pernottamento e servizi di ristorazione, che trovandosi ad alta quota in condizioni poco agevoli, sono spesso essenziali e spartani, con una attenzione particolare al servizio di accoglienza ad alpinisti ed escursionisti che sono gli ospiti cui dedicare le attenzioni più adeguate.
Il rifugista è un professionista della montagna che lavora in sinergia con altri: guide alpine, guida ambientale, maestro di sci, soprattutto con il soccorso alpino per i casi di pericolo ed emergenza. È di fondamentale importanza per chi frequenta la zona di montagna dove si trova il rifugio che gestisce, per chiedere consigli sulle condizioni meteo, sulle vie di accesso, sulle condizioni dei sentieri, sulle condizioni di neve e previsione valanghe nei periodi invernali e primaverili per lo scialpinista. È la persona che vive il rifugio ed il territorio circostante, che sono per definizione presidi culturali che rispettano, proteggono e promuovono la montagna.
Il rifugista può essere il proprietario dell'immobile del rifugio, oppure può esserne gestore semplice affittuario per un proprietario privato. Nella maggior parte dei casi però la proprietà è di Enti pubblici, come amministrazioni comunali ed Enti regionali, Enti di aree protette oppure di soggetti privati senza scopo di lucro come le sezioni del Club Alpino Italiano. In tutti questi casi il gestore del rifugio diventa tale dopo aver partecipato ad un Bando di gestione, che è lo strumento dal quale vengono selezionati i candidati tramite l'esperienza maturata, il curriculum vitae personale, il progetto di gestione, l'offerta economica, il colloquio durante la visita del rifugio, l'eventuale certificazione di requisiti specifici.
Il rifugista è un imprenditore autonomo a tutti gli effetti: considerato per le normative come un semplice commerciante che si occupa degli aspetti legati alla ristorazione, somministrazione di bevande e alimenti, e all'accoglienza turistica extra alberghiera. Nonostante la condizione "speciale" nella quale si trova a lavorare, non ha agevolazioni particolari per gli aspetti legati alla burocrazia e all'amministrazione della sua attività economica-commerciale.

## Normativa

### Italia
Tutto l'aspetto normativo del settore turistico viene demandato alle singole regioni, le quali legiferano e organizzano su ciò che riguarda i rifugi, di concerto con altri attori protagonisti della montagna. Sulla Gazzetta Ufficiale delle singole Regioni si possono ricercare tutte le informazioni necessarie. In genere il soggetto al quale è affidata la gestione del rifugio viene denominato gestore di rifugio. Tra le varie normative locali si possono citare:
- Regione autonoma Valle d'Aosta, che con la LR 20-1-2004, n° 4, definisce la struttura del rifugio e le caratteristiche professionali che deve avere il gestore di rifugio, formato da apposito corso abilitante.[2]
- Regione Piemonte, dove con la LR del 18 febbraio 2010 n° 8 (Ordinamento dei rifugi alpini e delle altre strutture ricettive alpinistiche e modifiche di disposizioni regionali in materia di turismo) e il Regolamento Regionale n.1 dell'11 maggio 2011 vengono regolati i requisiti che sono richiesti ai gestori di rifugio e i loro obblighi.[3]
- Regione Lombardia, che oltre che determinare i requisiti dei gestori di rifugio prevede per questi ultimi, salvo alcune specifiche eccezioni,  un corso di formazione realizzato da enti accreditati presso la Giunta Regionale.[4]

### Francia
In Francia esiste un diploma universitario per la formazione del gardien de refuge presso l'università di Tolosa Université Toulouse-Jean-Jaurès.. Il salario dei gestori varia tra lo smic e e i 3000 Euro mensili, nel caso dei rifugi di dimensioni maggiori..